# Кравець Йосип Наумович
Йо́сип Нау́мович Краве́ць (* 20 липня 1907, Херсон — † 1977) — український філософ.

## З життєпису
Закінчив історичний факультет Херсонського педагогічного інституту.
1936 року закінчив фізико-математичний факультет Харківського державного університету.
Був проректором з наукової роботи Харківського державного університету (1939-1943) та професором Харківського політехнічного інституту.
Розробляв питання історичного матеріалізму.
Був членом КПРС (від 1929 року).
В 1940-х роках очолював Харківський інститут вдосконалення вчителів.
1946 — кандидат філософських наук. 1965 року захистився на доктора філософських наук.
Як педагог підготував 4 кандидатів наук.